# キング・オブ・コメディ (2000年の映画)
『キング・オブ・コメディ』（The Original Kings of Comedy）は2000年に製作されたアメリカ合衆国の映画。日本では劇場未公開。アメリカでのキャッチコピーは「We Got Jokes. Heavyweights of comedy.」

## 解説
4人の人気黒人スタンダップ・コメディアンによるコメディツアー「The Original Kings of Comedy」の舞台の模様を、楽屋での様子やインタビュー映像を交え記録した、スパイク・リー監督によるドキュメンタリー映画。
ツアーのメンバーは以下の4人。
- スティーヴ・ハーヴェイ（英語版）
- D・L・ヒューリー
- セドリック・ジ・エンターテイナー
- バーニー・マック

ステージの進行はシットコム「The Steve Harvey Show」のホストとして知られるハーヴェイが務め（すべての幕間に自身のネタを挟むので、ハーヴェイの出番が一番多い）、一番手にヒューリー、次がハーヴェイの番組で共演もしているセドリック、そしてトリのバーニー・マックと三幕で構成されている。
自虐的な黒人差別ネタのオンパレードが評判を呼び、それに目をつけたスパイク・リーが、製作費1300万ドルでドキュメタリー映画に仕上げた。上映館847スクリーンで、公開週末1100万ドルの興行収入を上げた（ランキング初登場2位）。

## スタッフ
- 監督：スパイク・リー
- 製作：ウォルター・レーサム／デビッド・ゲール／スパイク・リー
- 脚本：スティーヴ・ハーヴェイ／D・L・ヒューリー／セドリック・ジ・エンターテイナー／バーニー・マック
- 撮影：マリク・サイード

## 評価
レビュー・アグリゲーターのRotten Tomatoesでは104件のレビューで支持率は83%、平均点は6.90/10となった。Metacriticでは37件のレビューを基に加重平均値が73/100となった。

## VHS
「キング・オブ・コメディ」
商品番号：PHF-890(字幕版)
パラマウント映画